# Aramaio
Aramaio est une commune d'Alava située dans la communauté autonome du Pays basque en Espagne.
Cette municipalité est la seule en Alava où la grande majorité de la population est bascophone (81,3 % en 2010). 

## Hameaux
La commune comprend les hameaux suivants :
- Arexola, elizate ;
- Azkoaga, elizate ;
- Barajuen, elizate ;
- Etxaguen (voir l'autre ville d'Etxaguen à Zigoitia dans la même province d'Alava), elizate ;
- Gantzaga, elizate ;
- Ibarra, chef-lieu de la commune, avec ses quatre hameaux rattachés Arraga, Eguzkierripa, Errotabarri et Salgo ;
- Oleta, elizate, concejo ;
- Untzilla, elizate ;
- Uribarri, elizate.